# 大六角日球虫
大六角日球虫（学名：Heliosphaera macrohexagonaria）为星球虫科日球虫属的动物。在中国，分布于东海等海域。该物种的模式产地在东海28°30'N、128°E。